# Thor Chuan Leong
Thor Chuan Leong, también conocido como Rory Thor (n. 24 de marzo de 1988), es un jugador de snooker malasio.

## Biografía
Nació en Malasia en 1988. Es jugador profesional de snooker desde 2014, aunque se cayó del circuito profesional en 2020 y no recuperó el puesto hasta 2023. No se ha proclamado campeón de ningún torneo de ranking, y su mayor logro hasta la fecha fue alcanzar los dieciseisavos de final en cuatro ocasiones, a saber: el Abierto Mundial de 2016 (perdió 1-5 ante Neil Robertson), el Abierto de Gibraltar de 2017 (3-4 contra Igor Figueiredo), el Abierto de Inglaterra de 2017 (1-4 ante Kyren Wilson) y el Masters de Europa de 2018 (2-4 frente a Anthony Hamilton). Tampoco ha logrado hilar ninguna tacada máxima, y la más alta de su carrera está en 139.